# Fox Film
Fox Film Corporation a fost o companie americană care a produs filme cinematografice. A fost fondată de William Fox la 1 februarie 1915. A fost succesorul companiilor anterioare Greater New York Film Rental Company și Box Office Attractions Film Company.
Primele studiouri de film ale companiei au fost înființate în Fort Lee, New Jersey, dar în 1917, William Fox l-a trimis pe Sol M. Wurtzel la Hollywood, California pentru a supraveghea noul studio de pe Coasta de Vest unde era un climat mai ospitalier și mai rentabil pentru film. La 23 iulie 1926, compania a cumpărat patentul de invenție al sistemului Movietone Sound pentru înregistrarea sunetului pe film.
După marea criza economică din 1929, William Fox a pierdut controlul asupra companiei în 1930, în timpul unei preluări ostile. Sub conducerea noului președinte Sidney Kent, noii proprietari au fuzionat compania cu Twentieth Century Pictures pentru a forma 20th Century Fox în 1935.

## Vezi și
- Listă de filme produse de Fox Film Corporation